# Bayonnaise (torpilleur)
Pour les articles homonymes, voir Bayonnaise.
La Bayonnaise était un torpilleur construit pour la marine française entre 1935 et 1937. Le navire appartenait à la classe La Melpomène, caractérisée par de sérieux problèmes de stabilité et de navigabilité,. Il a aussi servi dans la Regia Marina italienne sous le nom de FR 44 et dans la Kriegsmarine sous le nom de TA 13.

## Conception
La Bayonnaise était un petit torpilleur, d’une longueur de 80,7 m, une largeur de 7,96 m et un tirant d'eau de 3,07 m. Son déplacement était de 610 tonnes à charge normale et 708 tonnes à pleine charge. Sa propulsion reposait sur 2 chaudières Indret au fioul, 2 turbines à vapeur à engrenage Rateau-Bretagne, et 2 arbres d'hélice terminés par une hélice tripale. Sa puissance de 22 000 ch lui donnait une vitesse maximale de 34,5 noeuds. Il emportait jusqu’à 170 tonnes de combustible, lui donnant une distance franchissable  de 1000 nautiques à 20 nœuds. Son armement se composait de 2 canons de 100 mm/45 en 2 tourelles simples, approvisionnés à 150 coups, 4 mitrailleuses Hotchkiss de 13,2 mm modèle 1929 antiaériennes (2 x 2 canons jumelés), 2 tubes lance-torpilles de 550 mm en un affût double, un grenadeur de sillage, avec grenades anti-sous-marines et une torpille remorquée Ginocchio anti-sous-marine (débarquée au début de la guerre. Son équipage était de 105 hommes.

## Carrière
La Bayonnaise a été construite par les Chantiers maritimes du Sud-Ouest à Bordeaux. Sa quille est posée le 18 octobre 1934. Elle est lancée le 28 janvier 1936 et mise en service le 1er juillet 1938,,,.
En septembre 1939, la Bayonnaise est affectée à la 13e division de torpilleurs (13e DT) à Lorient,,. Ses missions sont l'escorte des convois côtiers. Elle transporte de Toulon à Ajaccio 2 milliards de francs en billets de banque, qui rejoignent la Syrie et le Liban à bord de l'Emile Bertin sur lequel les billets sont transbordés. La Bayonnaise est affectée au Maroc de novembre 1939 à février 1940. Elle effectue des escortes entre Casablanca et Gibraltar. Le torpilleur est à Oran au 2 avril 1940,. Le 25 juin 1940, il est de retour à Toulon. Le 3 septembre 1941, la Bayonnaise remet à flot le paquebot Gouverneur Général Tirman qui s’était échoué à Peníscola en Espagne.
Le torpilleur se saborde sur la grande jetée à Toulon le 27 novembre 1942 avec toute la flotte française pour éviter sa capture par les Allemands. Récupéré et renfloué par les Italiens le 28 avril 1943, il est réparé et rebaptisé par eux FR 44. Le 9 septembre 1943, après l’armistice de Cassibile, il est capturé par les Allemands et rebaptisé TA 13. Désarmé, il sert de brise-lames. Après le débarquement de Provence, il est sabordé une deuxième fois par les Allemands dans la baie de la Seyne, près de Toulon, le 25 août 1944,,,. Il est démoli en 1949 par la société Le Cozannet de Toulon.

## Commandants
- capitaine de corvette Meyer : jusqu’au 12 septembre 1939[5]
- capitaine de corvette Vaillant : du 13 septembre 1939[5] au 27 décembre 1940
- capitaine de corvette Pierre Bonny : du 28 décembre 1940 au 27 novembre 1941[7]
- capitaine de corvette Barrelon : au 27 novembre 1942[5]